# Terroristerna
Denna artikel handlar om romanen. För verklighetens terrorister, se terrorism.
Terroristerna är en kriminalroman av författarparet Maj Sjöwall och Per Wahlöö, utgiven 1975 på Norstedts bokförlag.

## Handling
En ung kvinna åtalas för ett bankrån, men säger sig vara oskyldig. Martin Beck vittnar till hennes fördel. En impopulär amerikansk senator gör ett officiellt stockholmsbesök vilket Beck får i uppdrag att övervaka.

## Om boken
Terroristerna är den tionde och sista boken om Martin Beck i bokserien Roman om ett brott. Strax efter att boken var färdig dog Per Wahlöö. Filmen Stockholm Marathon från 1994 är mycket löst baserad på boken.